# Hedelfingen
Koordinaten: 48° 46′ N, 9° 15′ O
Hedelfingen ist ein südöstlicher Stadtbezirk der Landeshauptstadt Stuttgart am linken Ufer des Neckars. Er besteht aus den vier Stadtteilen Hafen, Hedelfingen, Lederberg und Rohracker.

## Geschichte

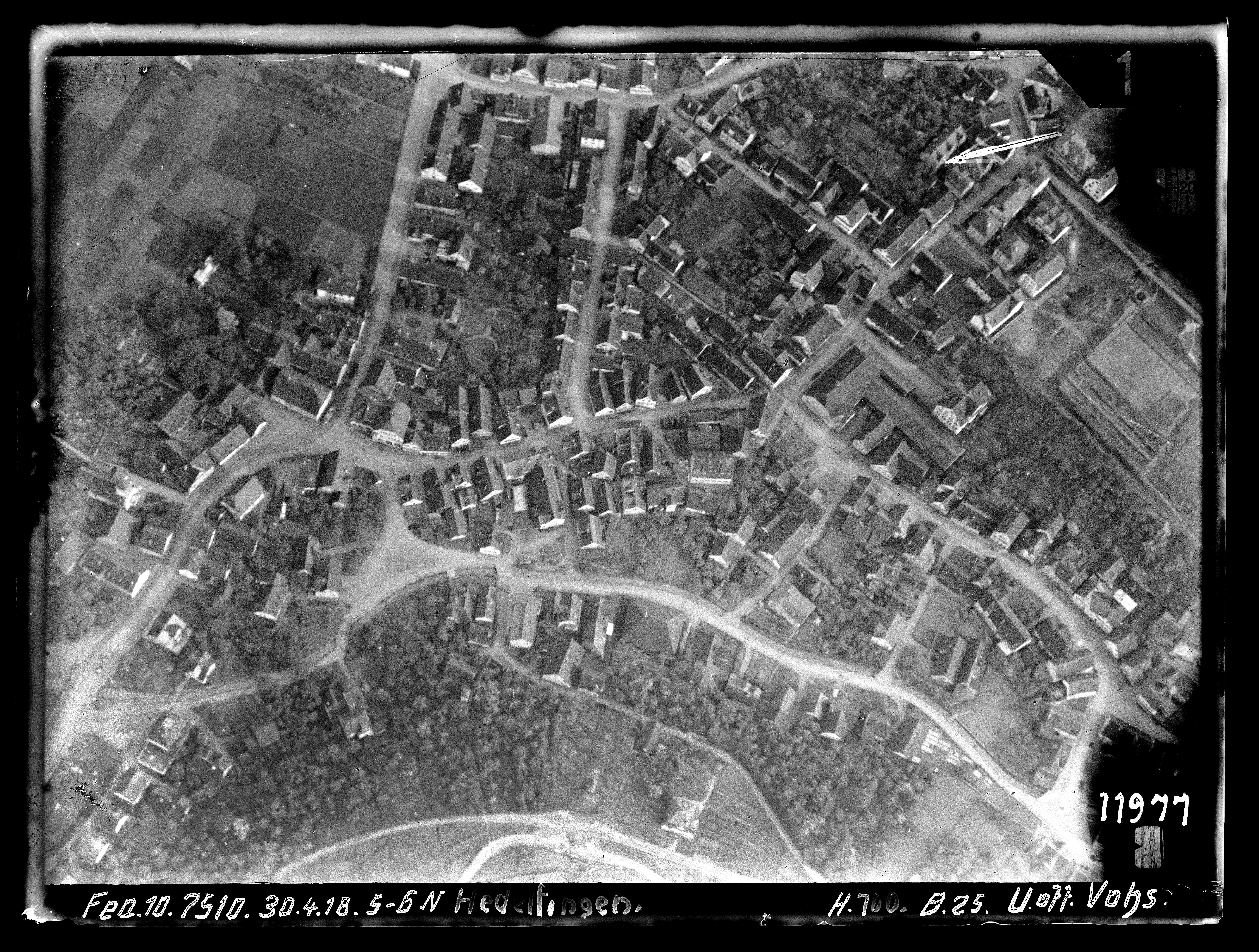
Luftbild von Hedelfingen, April 1918

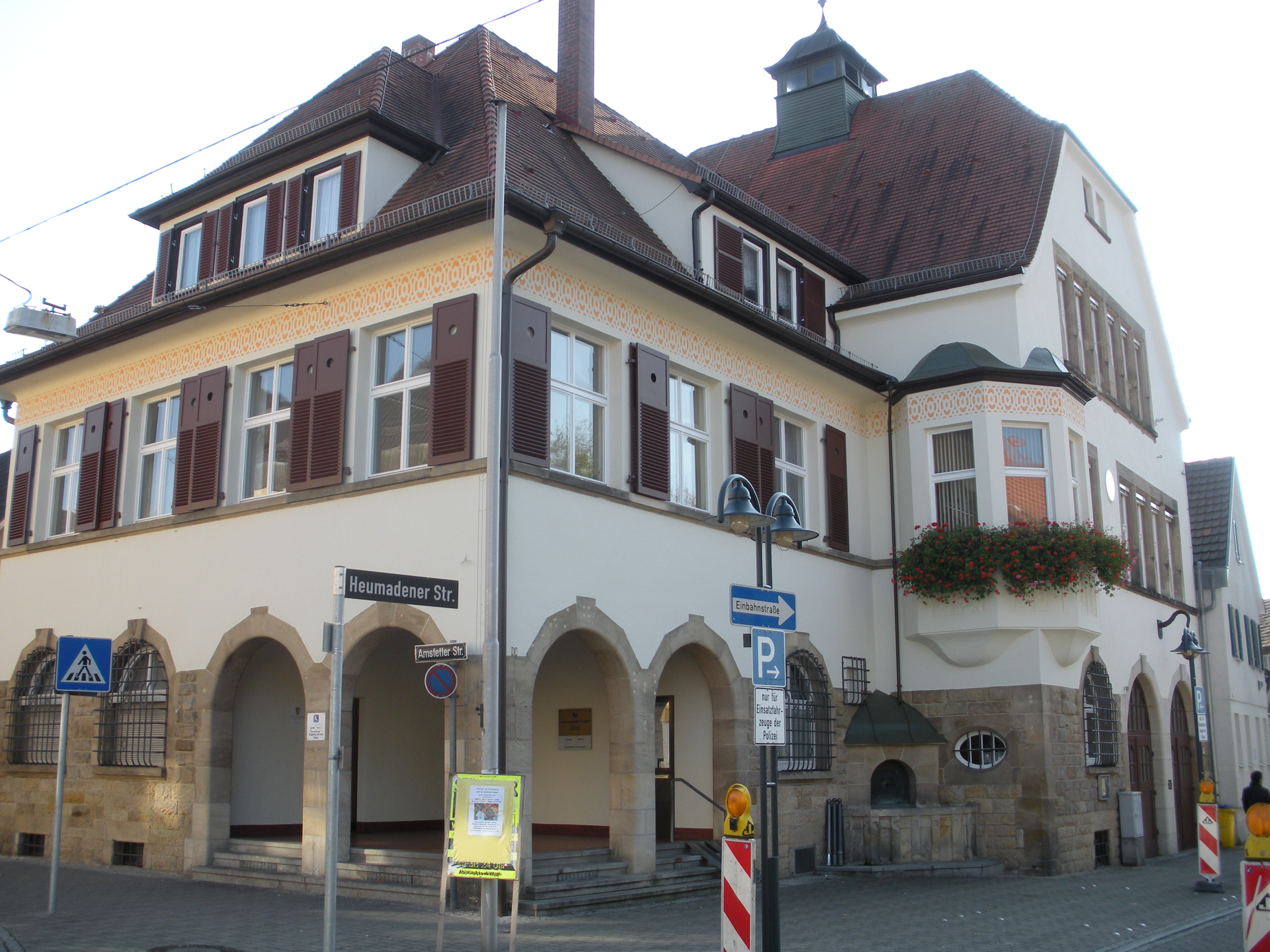
Rathaus in Hedelfingen, erbaut 1910 von Stadtbaumeister Adolf Hornung

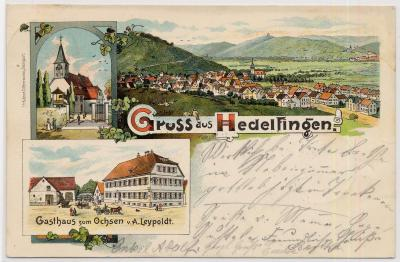
Hedelfingen um 1900

Erstmals genannt wurde Hedelfingen im Jahr 1246. Die Herzöge von Teck hatten Güter in Hedelfingen, welche aus zähringischem Erbgut stammen können. Die Rechte, die das ehemals unter zähringischer Vogtei stehende Kloster St. Blasien am Ort hatte, weisen darauf hin.
Im 12. und im 18. Jahrhundert soll Hedelfingen von einer Kirche in Weil bei Esslingen, die zu St. Blasien gehörte, versorgt worden sein.
Hedelfingen wird im 14. Jahrhundert geistlich als Filial von Nellingen, das ebenfalls st. blasisch war, bezeichnet.
Die Gemeinde wurde im Zuge der Verwaltungsreform des Landes Württemberg 1818 zum Oberamt Cannstatt zugeteilt, das bis zu seiner Auflösung Teil des Neckarkreises war.
Am 21. Dezember 1910 wurde mit der Einweihung des neuen Hedelfinger Rathauses zugleich die neue Straßenbahnlinie Stuttgart–Hedelfingen eröffnet.
Am 1. April 1922 wurde die Weinbaugemeinde nach Stuttgart eingemeindet und dann als Stadtteil geführt. Im Süden grenzt Esslingen-Weil an Hedelfingen, im Westen – schon auf der Filderebene – Heumaden, gefolgt von Wangen im Norden; gegenüber am rechten Neckarufer liegen Untertürkheim und Obertürkheim.
Hedelfingen ist heute ein aktiver Weinbauort mit viel Grün und großer Tradition. Bei der Einteilung der Stadt Stuttgart in Stadtbezirke im Jahre 1956 wurde der Stadtteil Hedelfingen mit dem ab 1922 entstandenen und ursprünglich zur Gemarkung Heumaden gehörenden Stadtteil Lederberg (mit Heumaden 1937 eingemeindet) und dem am 1. April 1937 nach Stuttgart eingemeindeten Stadtteil Rohracker zum Stadtbezirk Hedelfingen vereinigt. Bei der Neugliederung der Stuttgarter Stadtteile zum 1. Januar 2001 wurde vom Stadtteil Hedelfingen ein weiterer Stadtteil Hafen abgetrennt. Hier liegt der Großteil des 1958 eröffneten Stuttgarter Neckarhafens mit der Staustufe Obertürkheim.

## Wirtschaft und Infrastruktur

### Verkehr

#### Fernstraßen
Hedelfingen liegt an der Bundesstraße 10 (Karlsruhe – Stuttgart – Ulm) und ist über eine eigene Abfahrt daran angebunden.

#### Bahn- und Busverkehr
Über die Stadtbahn-Linien U9 (Hedelfingen – Hauptbahnhof – Vogelsang (– Botnang)) und U13 (Hedelfingen – Bad Cannstatt – Feuerbach) sowie über mehrere Buslinien (62 nach Rohracker und Uhlbach, 65 nach Heumaden und Obertürkheim und 103 nach Esslingen) ist Hedelfingen verkehrstechnisch gut angebunden.
Der fahrplanmäßige Straßenbahnbetrieb und damit der Anschluss an das Stuttgarter Vorort-Straßenbahnnetz erfolgte am 21. Dezember 1910 mit der Linie 16 vom Schlossplatz über Gaisburg, Wangen bis Hedelfingen.

#### Radverkehr
Durch Hedelfingen soll künftig die Hauptradroute (HRR) 2 der Stadt Stuttgart zwischen dem Stadtzentrum und Esslingen führen. Sie soll von Stuttgart-Ost und Wangen kommend durch die Hedelfinger Straße und Amstetter Straße und Einödstraße Richtung Esslingen (Weil, Pliensauvorstadt) verlaufen. Sie ist aber noch nicht fertiggestellt und nicht ausgeschildert.
Als Hauptradroute zweiter Ordnung ist eine Verbindung von Obertürkheim über Hedelfingen nach Heumaden hinauf vorgesehen, aber sie besteht noch nicht (HRR 43).
Es besteht für den Freizeitverkehr die Rundstrecke Radel-Thon, die von Sillenbuch kommend über Rohracker nach Hedelfingen führt und über die Hedelfinger Brücken nach Obertürkheim. Von hier verläuft sie im Neckartal bis Mühlhausen.

#### Güterverkehr
Für den Güterverkehr ins Industriegebiet verfügt Hedelfingen über ein Nebengleis der Hafenbahn Stuttgart.

### Wirtschaft
Der Weinbau auf ca. 10 ha Rebfläche und der Vertrieb (überwiegend Trollinger, Spätburgunder, Portugieser und Riesling) erfolgen durch die 1923 gegründete Weingärtnergenossenschaft Hedelfingen eG.
Hedelfingen ist auch eines der mehreren benachbarten bzw. nahtlos ineinander übergehenden Werke der Daimler-Benz AG im Neckartal zwischen Esslingen und Untertürkheim.

### Bildungseinrichtungen
Hedelfingen hat eine eigene Grund- und Hauptschule (Steinenbergschule), zwei Kindergärten sowie eine Kindertageseinrichtung und einen Hort mit Ganztagesbetreuung.

### Freizeit und Vereine
Der Musikverein Hedelfingen-Rohracker veranstaltet Konzerte, beteiligt sich an Stadtteil- und Vereinsfesten und musiziert zu vielen anderen Gelegenheiten.
Die Feuerwehr Stuttgart – Abteilung Hedelfingen ist im Jahr 1888 gegründet worden. In der Einsatzabteilung verrichten 50 Frauen und Männer ihren Dienst, die Abteilung Hedelfingen hat 100–150 Einsätze im Jahr. Die Jugendfeuerwehr hat 15 Mitglieder, es gibt zusätzlich noch eine Kindergruppe für Kinder ab sechs Jahren. Die Feuerwehr beteiligt sich an vielen Veranstaltungen im Stadtteil, zum Beispiel – gemeinsam mit der Weingärtnergenossenschaft – am Hedelfinger Herbst, am verkaufsoffenen Sonntag, am Weihnachtsliedersingen usw.

## Sehenswürdigkeiten
Das Ortsbild wird von liebevoll restaurierten Fachwerkhäusern geprägt, zum Beispiel der Fachwerk-Kelter der Weingärtnergenossenschaft (erbaut um 1600 von Architekt Heinrich Schickhardt) und dem „Alten Haus“ aus dem 16. Jahrhundert, das auch als Heimatmuseum genutzt wird.
- Sehenswert sind die Alte Pfarrkirche Hedelfingen (Friedhofskirche) mit ihren Fresken aus dem 15. Jahrhundert und die von Paul Trüdinger im Bauhaus-Stil entworfene evangelische Kreuzkirche.[4]
- Die fast 1.000 Meter langen Otto-Hirsch-Brücken überspannen den Hafen und den Neckar.
- Vor der Friedhofsmauer am Hedelfinger Platz erinnert ein Gedenkstein an Otto Hirsch, den Stuttgarter Rechtsrat und späteren stellvertretenden Vorsteher der „Reichsvereinigung der deutschen Juden“ unter dem Präsidenten Leo Baeck in Berlin. Er hatte sich auf zahlreichen Reisen und internationalen Konferenzen für die Aufnahme emigrierter deutscher Juden in anderen Ländern – meist ohne Erfolg – eingesetzt. Trotz angebotener sicherer Posten im Ausland verblieb Hirsch bei den bedrängten Glaubensgenossen, wurde schikaniert, inhaftiert und in das KZ Mauthausen deportiert, wo er unter ungeklärten Umständen starb.[5]

## Fotos

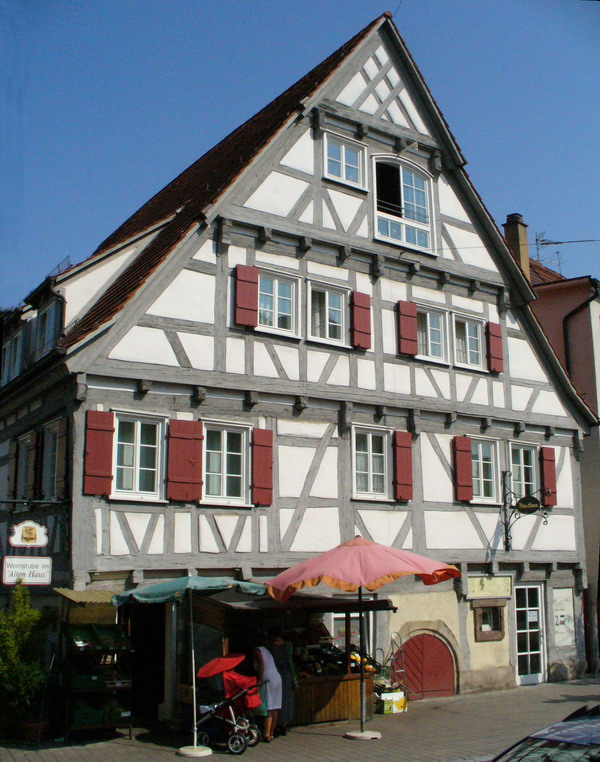
Altes Haus
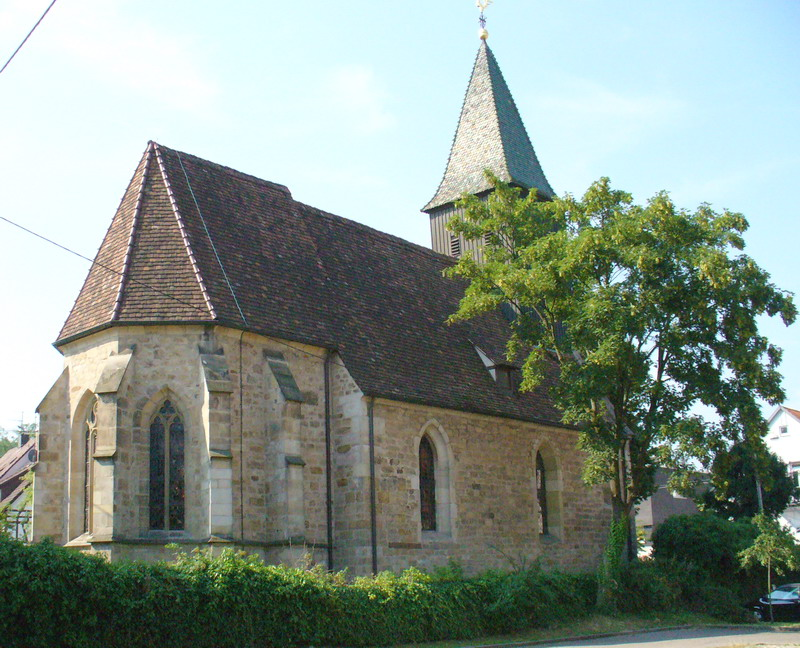
Friedhofskirche
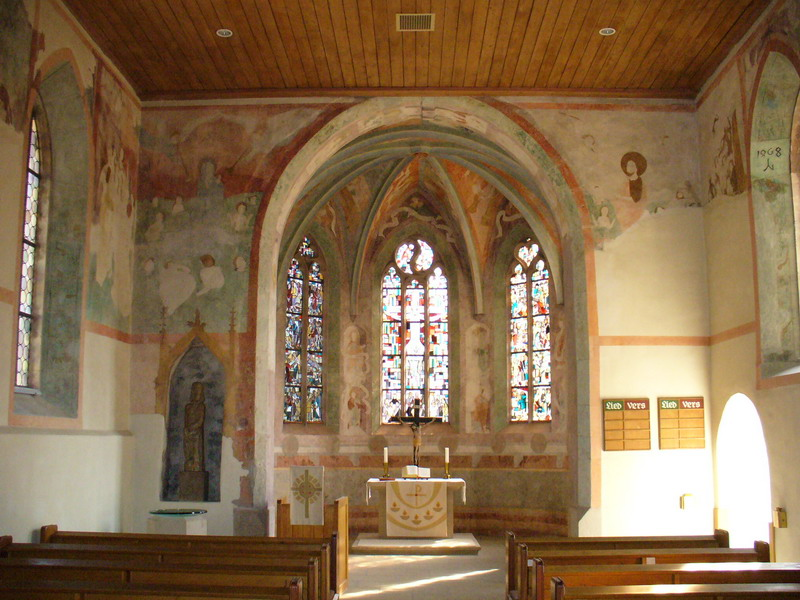
Friedhofskirche innen
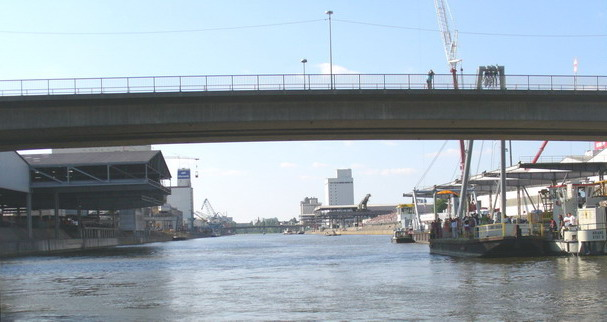
Stuttgarter Neckarhafen
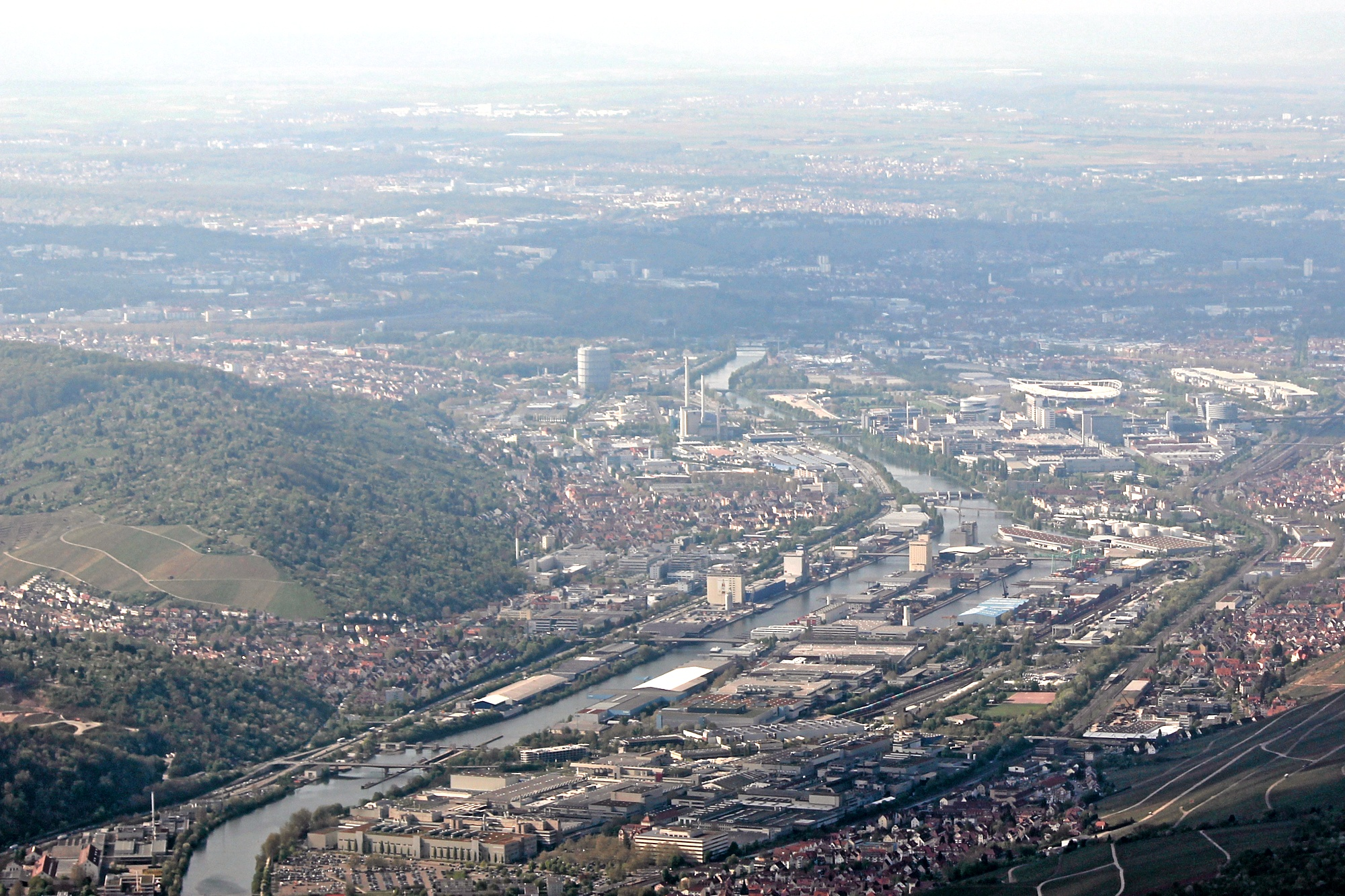
Luftaufnahme

## Politik
Dem Bezirksbeirat Hedelfingen gehören auf Grund der Einwohnerzahl des Stadtbezirks 11 ordentliche und ebenso viele stellvertretende Mitglieder an. Seit der letzten Kommunalwahl 2024 gilt folgende Sitzverteilung:
- CDU: 3
- Bündnis 90/Die Grünen: 2
- SPD: 2
- AfD: 1
- Freie Wähler: 2
- FDP: 1

### Wappen
| Wappen von Hedelfingen | Blasonierung: „Unter schwarzem Schildhaupt, darin eine goldene Hirschstange, gespalten, vorne von Gold und Schwarz gerautet, hinten in Gold die zum Monogramm verbundenen lateinischen schwarzen Großbuchstaben HF.“ |
| Wappen von Hedelfingen | Wappenbegründung: Das Wappen wurde 1902 angenommen und vom Staatsarchiv vorgeschlagen, da für das Dorf keine historischen Siegel oder Bilder bekannt waren. Der obere Teil zeigt die dem Wappen Württembergs entnommene Hirschstange. Die Rauten in der unteren rechten Hälfte stammen aus dem Wappen der Herzöge von Teck, die im 13. und 14. Jahrhundert einige Besitztümer im Ort besaßen. Der untere linke Teil zeigt als redendes Element die zum Monogramm verbundenen Großbuchstaben H und F (für HedelFingen). |

## Persönlichkeiten
In Hedelfingen geboren
- Johann Jakob Gunzenhauser (1751–1819), württembergischer Oberamtmann
- Gustaf Adolf Britsch (1879–1923), Kunsttheoretiker
- Eberhard Weber (* 1940), Jazz-Bassist und -komponist
- Carlo Schönhaar (1924–1942), deutscher Widerstandskämpfer in der Résistance
- Gökhan Gümüşsu (* 1989), türkischer Fußballspieler
- Jello Krahmer (* 1995), deutscher Ringer